# Modicogryllus kivuensis
Modicogryllus kivuensis är en insektsart som först beskrevs av Lucien Chopard 1939.  Modicogryllus kivuensis ingår i släktet Modicogryllus och familjen syrsor. Inga underarter finns listade i Catalogue of Life.